# O1

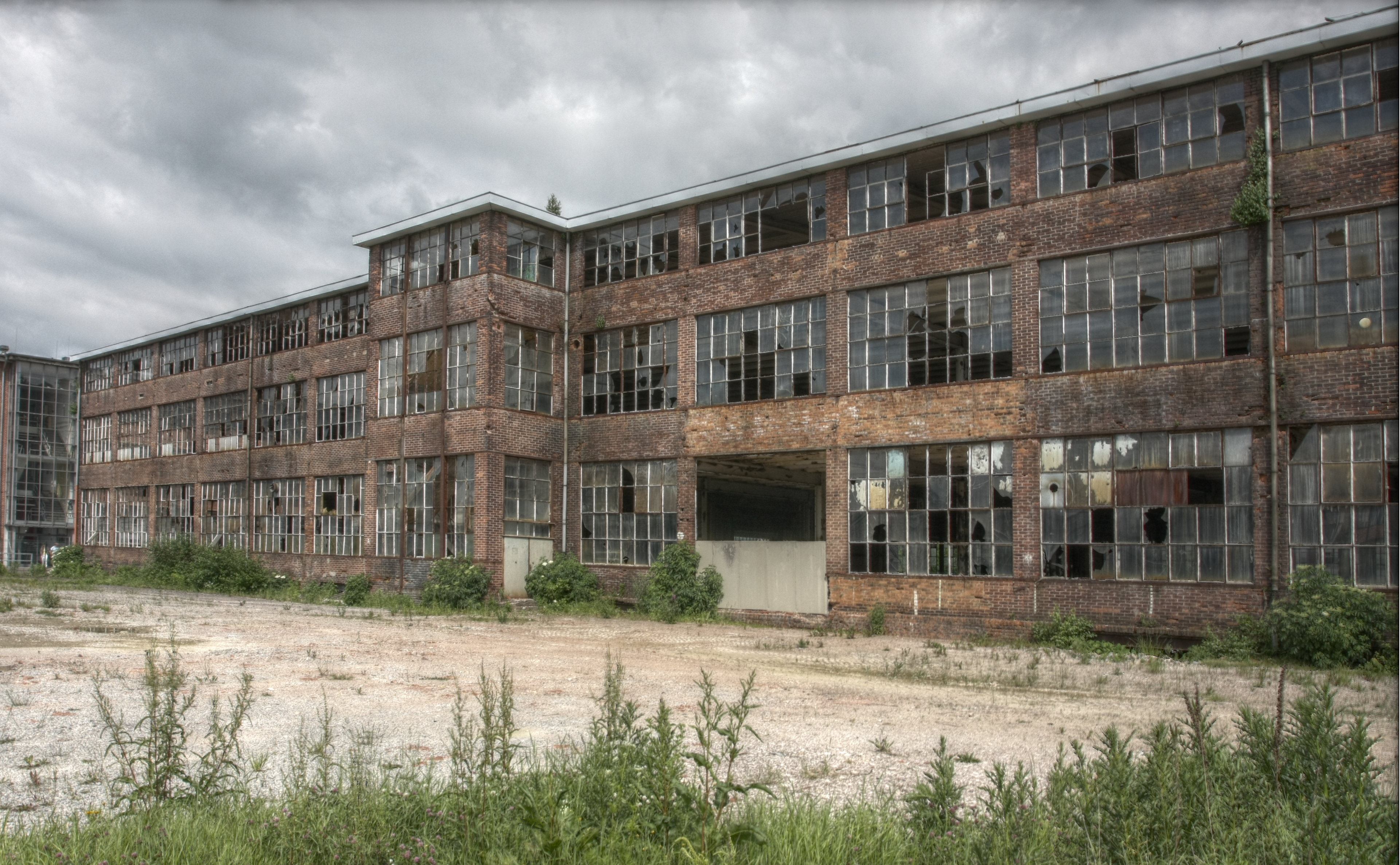
Die Ruine des O1 im Jahr 2009; Ansicht von Westen

Das O1 (sprich: oh eins) ist eine denkmalgeschützte ehemalige Fabrikhalle des BMW- und Automobilwerkes Eisenach im Zentrum der Stadt Eisenach in Thüringen. Das derzeit entkernte Gebäude soll bis Ende 2026 zur Sport- und Multifunktionshalle und Spielstätte des Handball-Bundesligisten ThSV Eisenach aus- und umgebaut werden.

## Geschichte
Das Gebäude O1 des BMW-Werkes Eisenach wurde 1933 als zweischiffiges Fertigungsgebäude mit einem Lichthof im Zentrum in Stahlskelettbautechnik mit Klinkerfassade errichtet. Es war das größte Gebäude des Eisenacher BMW-Werkes. BMW hatte zu dieser Zeit seine gesamte Automobilproduktion in Eisenach konzentriert und betrieb außerdem ab 1936 noch die BMW Flugmotorenfabrik Eisenach. 1945 zog sich BMW aus der nun in der Sowjetischen Besatzungszone liegenden Stadt zurück, das im Krieg stark beschädigte Werk wurde verstaatlicht und bis 1991 als Automobilwerk Eisenach weiterbetrieben.
Im Zweiten Weltkrieg wurde das Gebäude durch Bombentreffer schwer beschädigt; die Ostfassade wurde zerstört und in den 1950er Jahren leicht verändert wieder aufgebaut. Bei Wiederaufnahme der Produktion im Herbst 1945 wurde die Halle zunächst als Standort der Motorradfertigung (EMW R 35) genutzt. Nach Ende der Motorradfertigung wurde im Erdgeschoss die Fertigmacherei eingerichtet, in der die Fertigstellung der montierten Fahrzeuge erfolgte. Die vom Montageband eintreffenden PKW (EMW und Wartburg) wurden dort überprüft, gereinigt, mit Zubehörteilen versehen und zur Testfahrt übergeben. In den oberen Etagen des O1 waren Büros, technische Abteilungen und das Werksarchiv untergebracht.
Nach Schließung des Automobilwerkes blieben nur wenige Gebäude des innerstädtischen Werkes erhalten und wurden unter Denkmalschutz gestellt, darunter das Haupttor und die Gebäude O1, O2 und O5. Während letztere zum Automobilmuseum automobile welt eisenach umgenutzt wurden, blieb das O1 als entkernte Ruine stehen. Verschiedene Nutzungsideen, unter anderem als Möbelmarkt, scheiterten an den hohen Sanierungskosten. 2016 erwarb die Städtische Wohnungsgesellschaft (SWG) die Immobilie im Auftrag der Stadt Eisenach mit der Idee der Umnutzung zu einer Sporthalle.
2021 fand in der leeren Halle die Gedenkveranstaltung zum 30-jährigen Produktionsende des Wartburg 1.3 statt.

## Geplante Sport- und Multifunktionshalle
Geplant ist unter dem Arbeitstitel Wartburg-Arena, eine Sport- und Multifunktionshalle als Neubau in der denkmalgeschützten Gebäudehülle zu errichten, die 4.000 Zuschauern Platz bietet und den Anforderungen der Handball-Bundesliga genügt. Hierfür soll die aus den 1950er Jahren stammende Ostfassade des Gebäudes abgebrochen und der Neubau von dort aus in die erhalten bleibenden Nord-, Süd- und Westfassaden hineingebaut werden. Am 3. Juni 2022 bewilligte der Bundestag hierfür eine Förderung in Höhe von 12,8 Millionen Euro. Weitere Fördergelder sollen aus Städtebaufördermitteln, aus der Sportstättenförderung, aus Mitteln des Denkmalschutzes sowie aus dem Europäischen Fonds für regionale Entwicklung (EFRE) fließen. Im März 2023 übernahm die Stadt Eisenach das Projekt von ihrer Tochtergesellschaft SWG und veranschlagte die Baukosten auf insgesamt 42,5 Millionen Euro, nachdem man im Herbst 2022 noch von 34,3 Millionen Euro ausgegangen war. Die Fertigstellung ist für Ende 2026 vorgesehen.